# Egoismo
Per egoismo si intende un insieme di atteggiamenti e comportamenti finalizzati unicamente, o in maniera molto spiccata, al conseguimento dell'interesse del soggetto che ne è autore, il quale persegue i suoi fini anche a costo di danneggiare, o comunque limitare, gli interessi del prossimo (il termine "egoista" è spesso accostato all'effetto). La radice del termine è la parola latina ego, che significa io. Il comportamento opposto all'egoismo è l'altruismo.

## Descrizione
I comportamenti egoistici possono a volte degenerare in forme patologiche, determinando condizioni di solitudine sociale.
In sociologia e politica si parla a volte di "egoismo sociale", con riferimento a gruppi di persone che, sentendosi avvantaggiate, di solito economicamente, rispetto ad altri gruppi di persone appartenenti alla loro stessa compagine sociale, si adoperano per mantenere e ampliare il proprio stato di vantaggio, per esempio appoggiando le organizzazioni politiche e sindacali più capitaliste. L'opposto dell'egoismo sociale è la solidarietà.
Kant riconosce un egoismo logico, attraverso il quale un soggetto reputa del tutto superfluo sottoporre le proprie idee alla verifica di quelle altrui, superandone in questo modo l'eventuale dissenso; un egoismo estetico, nel quale il principio universale del bello è unicamente formato dal gusto personale di chi lo idealizza; un egoismo morale, in cui il beneficio personale diventa il fine unico del comportamento.
Altra interpretazione la si ha per l'egoismo cosciente in Friedrich Nietzsche, in (minima) parte riconducibile ai concetti di volontà di potenza e oltreuomo, concetti comunque complessi e non sintetizzabili in brevi definizioni.
Sarà soprattutto Max Stirner a ribaltare completamente i presupposti etici morali e sociali di egoismo. 
La libertà, unica, dell'individuo è teoricamente infinita e senza confini, io individuo e solo io posso sottoporla a dei limiti. Di fronte al singolo tutto si connota come proprietà di esso. È una proprietà estendibile tanto quant'è il potere in possesso dell'unico. Tutto ciò che sta intorno all'unico, quindi anche gli altri unici, non sono che mezzi per l'esercizio del suo potere per il soddisfacimento della sua volontà.
Per sfruttare la mia libertà posso usare, correttamente, ogni mezzo, addirittura l'ipocrisia e l'inganno.

### Egoismo etico
L'egoismo etico (anche semplicemente chiamato egoismo) è una posizione etica normativa per cui l'ente morale dovrebbe muoversi in base ai propri interessi personali. Esso differisce dall'egoismo psicologico, che afferma che la gente agisce solo in base ai propri interessi. L'egoismo etico si differenzia anche dall'egoismo razionale, il quale sostiene che semplicemente è razionale agire nei propri interessi personali. Queste concezioni di pensiero, tuttavia, possono essere combinate con l'egoismo etico.
L'egoismo etico è in contrasto con l'altruismo etico, il quale afferma che il garante morale ha l'obbligo di aiutare e servire gli altri. Sia l'egoismo che l'altruismo sono in disaccordo con l'utilitarismo etico, che afferma che il garante morale dovrebbe considerare i propri interessi (meglio noti come soggetti) senza avere alcun riguardo per gli altri (come fa l'egoismo, elevando i propri interessi e il proprio "io" sugli altri), ma allo stesso tempo un individuo non dovrebbe (come invece l'altruismo fa) sacrificare uno dei propri interessi per aiutare quelli degli altri, dal momento che uno degli interessi personali (ad esempio, un proprio desiderio o benessere) è sostanzialmente equivalente ai medesimi altrui. Egoismo, utilitarismo, e altruismo sono tutte forme derivate dal consequenzialismo, ma l'egoismo e l'altruismo contrastano con l'utilitarismo, giacché entrambi sono delle forme derivate dal consequenzialismo che focalizzano sull'agente morale; anche se l'utilitarismo viene definito neutrale verso l'agente (presentandosi come obiettivo e imparziale), allo stesso modo è indifferente verso i bisogni individuali del soggetto stesso, così come non considera questi come uguali ai bisogni primari, ai desideri, o al benessere di tutti gli altri.
L'egoismo etico, tuttavia, non richiede agenti morali per ledere gli interessi e il benessere degli altri quando è artefice di una deliberazione morale; ad esempio, che cosa è presente negli interessi personali di un agente può essere dannoso per inciso, favorevole o neutrale nei suoi effetti sugli altri. L'individualismo permette che gli interessi e il benessere altrui siano presi o non, in considerazione, a patto che ciò che viene scelto sia efficace nel soddisfare gli interessi personali dell'agente stesso. Né l'egoismo etico comporta necessariamente che, nel perseguire gli interessi personali, si dovrebbe sempre fare ciò che si vuole; a lungo termine, la realizzazione di desiderare a breve termine può risultare dannosa per il proprio io. Sulle parole di James Rachels, "l'egoismo etico  [...] approva l'egocentrismo, ma non accetta la follia."
L'egoismo etico è stato spesso la base filosofica per svariate dottrine quali il libertarianismo o l'anarco-individualismo come ad esempio si può riscontrare in Max Stirner, anche se nella sua filosofia si può riscontrare una leggera dose di altruismo. Queste sono posizioni politiche basate in parte sul pensiero che gli individui non dovrebbero impedire coercitivamente agli altri di esercitare la propria libertà di azione.

### Egoismo psicologico
L'egoismo psicologico è la concezione per cui gli esseri umani sono sempre motivati dai propri interessi legittimi ovvero dalla convenienza, anche in azioni che sembrano mostrarsi come atti di altruismo. Afferma che, quando le persone decidono di aiutare gli altri, alla fine lo fanno semplicemente per ricavarne dei benefici personali, che gli individui stessi si aspettano di ottenere, direttamente o indirettamente, dal fare ciò. Ad esempio secondo alcuni psicologi e sociologi non esiste un altruismo totalmente disinteressato e gratuito, in quanto un beneficio (non materiale) del donatore potrebbe sempre essere individuato: si pensi alla gratificazione, alla cessazione da empatia, all'autorealizzazione e all'appagamento del senso di giustizia. Tuttavia, questa visione è strettamente legata ad altre forme di egoismo, come l'egoismo etico o l'egoismo razionale. È una visione non convenzionale, giacché si pone solo delle questioni su come le cose appaiono, e non come dovrebbero essere.
Una forma specifica dell'egoismo psicologico è l'edonismo psicologico, l'idea per cui il motivo finale di ciascun'azione delle volontà umana è il desiderio di sperimentare il piacere o di evitare il dolore. Molti dibattiti sull'egoismo psicologico si concentrano su questa diversità, ma entrambi non sono la stessa cosa: si può ritenere che tutte le azioni sono strettamente motivate da considerazioni di interesse esclusivamente personale senza pensare che tutti gli agenti concepiscano i propri interessi in termini di sensazioni di piacere e dolore.
L'egoismo psicologico è controverso. I fautori sostengono che ciò sia vero sia perché è stabilito da riflessioni sulla psicologia umana sia su semplici prove empiriche.

### Egoismo razionale
In etica, l'egoismo razionale (chiamato anche egotismo) è il principio per cui un'azione è razionale se e solo se si enfatizzano gli interessi personali di un individuo. Tale forma di pensiero è una concezione normativa dell'egoismo. Tuttavia, è diverso dalle altre forme di egoismo, come l'egoismo etico e psicologico. Mentre l'egoismo psicologico si muove in base al motivo e quello etico sulla moralità, l'egoismo razionale è una visione riguardo alla razionalità. L'egoismo etico inoltre si differenzia dall'amoralità.